# حي يعقوب المنصور
حي يعقوب المنصور جماعة ترابية تُعتبر إحدى الدوائر الست التي تتألف منها عمالة الرباط في جهة الرباط سلا القنيطرة في المغرب. ويشغل السياسي المغربي عبدالفتاح العوني منصب رئيس مجلس بلدية يعقوب المنصور في الوقت الحالي.

## السكان
شهد حي يعقوب المنصور خلال العقود الأخيرة تزايدًا ملحوظًا في عدد السكان، حيث ارتفع عدد سكانه من 199675 نسمة في عام 1994 إلى 202301 نسمة في عام 2004.

## انتخابات مجلس بلدية حسان
كانت انتخابات مجلس بلدية يعقوب المنصور الأخيرة قد أجريت في عام 2021، وقد نتج عنها انتخاب عبد الفتاح العوني ليُصبح رئيسًا لمجلس بلدية يعقوب المنصور. وفيما يلي قائمة بأسماء المسؤولين المحليين المنتخبين في مجلس بلدية يعقوب المنصور:
| أسماء المسؤولين المحليين المنتخبين في مجلس بلدية يعقوب المنصور | أسماء المسؤولين المحليين المنتخبين في مجلس بلدية يعقوب المنصور |
| -------------------------------------------------------------- | -------------------------------------------------------------- |
| عبد الفتاح العوني                                              | عمدة بلدية يعقوب المنصور                                       |
| سعيد التونارتي                                                 | عضو مجلس بلدية يعقوب المنصور                                   |
| هدى لخشين                                                      | عضو مجلس بلدية يعقوب المنصور                                   |
| امين صادق                                                      | عضو مجلس بلدية يعقوب المنصور                                   |
| مونية بن حسين                                                  | عضو مجلس بلدية يعقوب المنصور                                   |
| يونس واسلم                                                     | عضو مجلس بلدية يعقوب المنصور                                   |
| سناء المستغفر                                                  | عضو مجلس بلدية يعقوب المنصور                                   |
| سيدي عمر الشرقاوي                                              | عضو مجلس بلدية يعقوب المنصور                                   |
| حليمة الجيراري                                                 | عضو مجلس بلدية يعقوب المنصور                                   |
| رشيد الاشهب                                                    | عضو مجلس بلدية يعقوب المنصور                                   |
| رشيد الغازي                                                    | عضو مجلس بلدية يعقوب المنصور                                   |
| أحمد الشكاري                                                   | عضو مجلس بلدية يعقوب المنصور                                   |
| توفيق بوجمال                                                   | عضو مجلس بلدية يعقوب المنصور                                   |
| بسماء الطلحي                                                   | عضو مجلس بلدية يعقوب المنصور                                   |
| محمد جاد زهراش                                                 | عضو مجلس بلدية يعقوب المنصور                                   |
| مجيدة زري                                                      | عضو مجلس بلدية يعقوب المنصور                                   |
| إبراهيم آيت سمر                                                | عضو مجلس بلدية يعقوب المنصور                                   |
| جواد الكرناوي                                                  | عضو مجلس بلدية يعقوب المنصور                                   |
| عبدالحق مجاهد                                                  | عضو مجلس بلدية يعقوب المنصور                                   |
| نزهة بادرة                                                     | عضو مجلس بلدية يعقوب المنصور                                   |
| خالد البكري                                                    | عضو مجلس بلدية يعقوب المنصور                                   |
| هبة الرجراجي                                                   | عضو مجلس بلدية يعقوب المنصور                                   |
| عبد السلام بكاري                                               | عضو مجلس بلدية يعقوب المنصور                                   |
| خديجة الشعيبي                                                  | عضو مجلس بلدية يعقوب المنصور                                   |
| محمد مدهون                                                     | عضو مجلس بلدية يعقوب المنصور                                   |
| ماجدة لعريش                                                    | عضو مجلس بلدية يعقوب المنصور                                   |
| لحسن العمراني                                                  | عضو مجلس بلدية يعقوب المنصور                                   |
| رشيدة هزام                                                     | عضو مجلس بلدية يعقوب المنصور                                   |
| مولاي أحفيض مستعين                                             | عضو مجلس بلدية يعقوب المنصور                                   |
| فاطمة حاص                                                      | عضو مجلس بلدية يعقوب المنصور                                   |
| حسنة عبدالدائم                                                 | عضو مجلس بلدية يعقوب المنصور                                   |
| مصطفى جياف                                                     | عضو مجلس بلدية يعقوب المنصور                                   |
| الحسين كرومي                                                   | عضو مجلس بلدية يعقوب المنصور                                   |
| خديجة جياف                                                     | عضو مجلس بلدية يعقوب المنصور                                   |
| بدر طنشري الوزاني                                              | عضو مجلس بلدية يعقوب المنصور                                   |
| نادية حاجي                                                     | عضو مجلس بلدية يعقوب المنصور                                   |
| محمد بولمان                                                    | عضو مجلس بلدية يعقوب المنصور                                   |
| فاروق مهداوي                                                   | عضو مجلس بلدية يعقوب المنصور                                   |
| محمد مغاري                                                     | عضو مجلس بلدية يعقوب المنصور                                   |
| عبدالقادر تاتو                                                 | عضو مجلس بلدية يعقوب المنصور                                   |
| حاتم عريب                                                      | عضو مجلس بلدية يعقوب المنصور                                   |
| حميد فخار                                                      | عضو مجلس بلدية يعقوب المنصور                                   |